# فريد الفالوجي
فريد الفالوجي هو كاتب مصري يختص بالكتابة عن الملفات السرية للجواسيس والحروب والمخابرات، من أعماله «تشي غيفارا نهاية بطل.. وميلاد أسطورة» و«الوجه الآخر لأدولف هتلر: حياته – أسطورته – التحليل النفسي لشخصيته» و«أسرار الحرب العالمية الثانية».

## الحياة الشخصية
[فريدالفالوجي] لديه [3] من الأبناء، وهم:
-[فارس فريد ] 
- [فروزندة فريد].
- [هاني فريد]
متزوج من [د. شيماء الشاعر] 

## آراء النقاد
وصف عبد المجيد سباطة كتاب الفالوجي عن الجاسوسة أمينة المفتي بأنه «خطير جدًا، ويكشف عن جزء مهم من الصراع الفلسطيني الإسرائيلي، كما أنه يقدم لكل مهتم بعلم النفس أو حتى كاتب يبحث عن شخصيات مركبة في كتاباته، يقدم شخصية غريبة وعجيبة ومتناقضة».

## المؤلفات
- جواسيس الموساد العرب، قصة سقوط 25 جاسوساً عربياً للموساد، مكتبة مدبولي، 2002.[5]
- العملية 007، مكتبة مدبولي، 2003.[6]
- رصاصة الرحمة: اللحظات الأخيرة في حياة الجواسيس، أطلس للنشر والإنتاج الإعلامي، 2004.[7] ISBN 9776081932.
- حراس الهيكل؛ عمليات الموساد الخارجية في نصف قرن 1: الخطف، 2004.[8]
- حراس الهيكل؛ عمليات الموساد الخارجية في نصف قرن 2: الاغتيالات، 2004.[9]
- حراس الهيكل؛ عمليات الموساد الخارجية في نصف قرن 3: الفضائح.[10]
- قصتى مع الموساد «مذكرات جاسوس الإسكندرية»، أطلس للنشر والإنتاج الإعلامي، 2004.[11]
- كفاحي (قراءة جديدة في مذكرات هتلر ونهايته)، 2005.[12]
- جاسوسات عاشقات خلدهن الحب وحقرهن التاريخ «حنان الياسين - جاسوسة الموساد الجائعة»، أطلس للنشر والإنتاج الإعلامي، 2005.[13]
- جاسوسات عاشقات خلدهن الحب وحقرهن التاريخ «آنا ساجي - ايثيل روزنبرج»، أطلس للنشر والإنتاج الإعلامي، 2005.[14] ISBN 9773990427
- جاسوسات عاشقات خلدهن الحب وحقرهن التاريخ «آنيداوود»، أطلس للنشر والإنتاج الإعلامي، 2005.[15] ISBN 9773990427
- جاسوسات عاشقات خلدهن الحب وحقرهن التاريخ «شولا كوهين وفروزندة وثوقى»، أطلس للنشر والإنتاج الإعلامي، 2005.[16] ISBN 9773990427
- جاسوسات عاشقات خلدهن الحب وحقرهن التاريخ «هبة عمر - فيفيان زكي»، أطلس للنشر والإنتاج الإعلامي، 2005.[17] ISBN 9773990427
- جاسوسات عاشقات خلدهن الحب وحقرهن التاريخ «نطونيا مانولي - براجا جوبال - آنجي بوهل»، أطلس للنشر والإنتاج الإعلامي، 2005.[18] ISBN 9773990427
- جاسوسات عاشقات خلدهن الحب وحقرهن التاريخ «شاولا مناحيم - وروان بوشا»، أطلس للنشر والإنتاج الإعلامي، 2005.[19]
- جاسوسات عاشقات خلدهن الحب وحقرهن التاريخ «نورما عساف»، أطلس للنشر والإنتاج الإعلامي، 2005.[20] ISBN 9773990427
- الملازم أول دينا عمر الجاسوسة الأولى في العالم التي جندها زوجها فجندت أولادها، أطلس للنشر والإنتاج الإعلامي، 2005.[21] ISBN 9773990222
- البكاء الصامت «دراسة سيكولوجية عن دموع المشاهير والعظماء»، أطلس للنشر والإنتاج الإعلامي، 2005.[22]
- موسوعة أشهر المنتحرين في العالم، دار الكتاب العربي للنشر والتوزيع، 2005.[23]
- ماذا حدث في بغداد؟! قصة الخيانة والسقوط (خفايا الانهيار المفاجئ لنظام صدام)، 2006.[24]
- حراس الهيكل عمليات الموساد ج 2.[25]
- تشي غيفارا نهاية بطل.. وميلاد أسطورة، دار الكتاب العربي للنشر والتوزيع، 2007.[26]
- الطابور الخامس جواسيس الحرب العالمية الثانية، دار الكتاب العربي للنشر والتوزيع، 2007.[27]
- قيادات وزعماء الحرب العالمية الثانية، دار الكتاب العربي للنشر والتوزيع، 2007.[28]
- أسرار الحرب العالمية الثانية وقائع وأطماع ونتائج شكلت العالم، دار الكتاب العربي للنشر والتوزيع، 2007.[29]
- المعارك الفاصلة في الحرب العالمية الثانية، دار الكتاب العربي للنشر والتوزيع، 2007.[30]
- مذكرات أخطر جاسوسة عربية للموساد أمينة المفتي، 2002.[31][32]
- عاش مهموماً.. مات مسموماً..! أبو عمار ثائر أسطورى أم عميل لإسرائيل؟!، دار الكتاب العربي للنشر والتوزيع، 2008.[33]
- أمينة المفتي أوراق منسية - مذكرات أخطر جاسوسة عربية للموساد، مؤسسة الأوراق المالية، 2008.[34]
- الوجه الآخر لأدولف هتلر: حياته - أسطورته - التحليل النفسي لشخصيته، دار الكتاب العربي للنشر والتوزيع، 2013.[35] ISBN 9773762793